# Данијел Кајмакоски
Данијел Кајмакоски (мкд. Даниел Кајмакоски; Струга, 17. октобар 1983) македонски је певач и музичар који је постао познат учешћем и победом у првој сезони српске верзије талент такмичења X Factor Adria (2014. година).

## Биографија
Са шест година се са родитељима преселио у Беч (Аустрија) где је и одрастао.
Године 2003. учествовао је у аустријском издању забавног музичког програма Starmaniа у којем је успео да се пласира међу 12 финалиста. Први запаженији наступ у својој земљи, али и у Србији остварио је као композитор песме „Више се не враћаш“ (мкд. Не се вракаш) коју је 2010. написао за популарну македонску поп певачицу Каролину Гочеву. Каролина је ту песму отпевала уз пратњу на гитари Влатка Стефановског.
У мају 2014. са ментором из Икс Фактора Жељком Јоксимовићем снимио је дуетску песму „Скопје-Београд“.
Са песмом Лисја есенски Кајмакоски је тријумфовао на националном избору Македоније за Песму Евровизије 2015. у Бечу и тако постао 16. по реду представник ове земље на Песми Евровизије.

## Награде
- 19. фебруар 2014. — Златна бубамара за популарност, откриће године
- 23. март 2014. — победник првог X Factor Adria